# Augusta di Brunswick-Wolfenbüttel
Augusta di Brunswick-Wolfenbüttel, il cui nome completo era Augusta Carolina Federica Luisa (Braunschweig, 3 dicembre 1764 – Koluvere, 27 settembre 1788), era la prima moglie di Federico I di Württemberg. In famiglia era solitamente chiamata Zelmira.

## Biografia
Augusta era la figlia maggiore di Carlo Guglielmo Ferdinando, duca di Brunswick, e di Augusta di Hannover, principessa di Gran Bretagna. Sua sorella era Carolina di Brunswick, moglie di Giorgio IV del Regno Unito.

## Matrimonio e discendenza
Il 15 ottobre 1780 a Braunschweig, all'età di quindici anni, Augusta sposò il principe e duca Federico Guglielmo Carlo di Württemberg, uno degli eredi presuntivi al trono ducale di Württemberg, essendo egli il figlio maggiore del duca Federico II Eugenio.
Augusta diede al marito quattro figli:
- Guglielmo (1781-1864), che sarebbe succeduto al padre come re Guglielmo I del Württemberg;
- Caterina (1783-1835), che sposò Girolamo Bonaparte, re di Vestfalia;
- Sofia Dorotea (1783-1784);
- Paolo (1785-1852).

### Vita matrimoniale
Il Duca aveva delle tendenze omosessuali, essendo quantomeno bisessuale; egli era infatti sempre attorniato da una nutrita corte di giovani nobiluomini.
Poco tempo dopo il matrimonio, i novelli sposi si trasferirono in Finlandia e a San Pietroburgo. Il cognato di Federico era lo zarevic russo Pavel Petrovič; il Duca ricevette quindi l'incarico di governatore dei territori imperiali in Finlandia e quindi egli prese residenza a Vyborg, sede amministrativa della Finlandia orientale.
Federico fu violento nei confronti di Augusta e, durante una visita in Russia nel dicembre 1786, quest'ultima fuggì fin negli appartamenti dell'imperatrice Caterina II, suocera della sorella di Federico, Maria Feodorovna, nata Sofia Dorotea di Württemberg. Caterina offrì asilo ad Augusta e scrisse a Federico pregandolo di lasciare la corte russa. Quando Maria Feodorovna protestò per il trattamento riservato al fratello, Caterina le scrisse una breve lettera:
Il padre di Augusta era però meno incline ad ascoltare le richieste della figlia, e così le rifiutò la sua istanza di divorzio; in compenso, Caterina offrì ad Augusta di risiedere in una delle sue residenze imperiali a Lohde, il castello di Koluvere, nel distretto di Kullamaa, a Sud-Ovest di Tallinn, in Estonia. Venne affidata quindi alla custodia dell'ex maestro di caccia Wilhelm von Pohlmann (9 aprile 1727 – 22 gennaio 1796), che si avvantaggiò ben presto della sua posizione ed iniziò una relazione sessuale con la protetta; non si sa con esattezza se essa fosse consenziente oppure fosse stata obbligata, ma ben presto rimase incinta di Wilhelm.
Il 27 settembre 1788, all'età di ventitré anni, Augusta entrò prematuramente in travaglio, partorendo così un figlio morto e andando incontro ad una emorragia; timoroso che sia la nascita illegittima che la sua relazione con la Duchessa venissero scoperte, von Pohlman si rifiutò di chiamare un dottore o qualunque altro aiuto medico, così Augusta morì per l'eccessiva perdita di sangue. Venne quindi frettolosamente sepolta in una tomba anonima nella chiesa di Koluvere e la sua morte venne annunciata a Caterina di Russia ed ai suoi genitori in una breve missiva, in cui le cause del decesso erano indicate nella rottura di un vaso sanguigno. Per molti anni a seguire si registrarono suoi avvistamenti, ma nessuno di questi si rivelò veritiero; le circostanze della sua morte vennero alla luce solo anni dopo, quando il figlio maggiore investigò sulla questione, riesumando il corpo della madre. Il castello e le terre di Koluvere vennero concesse al conte Frederik Vilhelm Buxhoevden.
Nel 1797 Federico sposò la cugina di Augusta, Carlotta, principessa reale, figlia maggiore di Giorgio III del Regno Unito.

## Ascendenza
|                                                      |                             |                                             | Genitori                                  |  |  | Nonni |  |  | Bisnonni                                    |  |  | Trisnonni                                  |  |
|                                                      |                             |                                             |                                           |  |  |       |  |  | Ferdinando Alberto II di Brunswick-Lüneburg |  |  | Ferdinando Alberto I di Brunswick-Lüneburg |  |
|                                                      |                             |                                             |                                           |  |  |       |  |  | Ferdinando Alberto II di Brunswick-Lüneburg |  |  | Ferdinando Alberto I di Brunswick-Lüneburg |  |
|                                                      |                             | Cristina d'Assia-Eschwege                   |                                           |  |  |       |  |  | Ferdinando Alberto II di Brunswick-Lüneburg |  |  |                                            |  |
| Carlo I di Brunswick-Wolfenbüttel                    |                             |                                             |                                           |  |  |       |  |  | Ferdinando Alberto II di Brunswick-Lüneburg |  |  |                                            |  |
|                                                      |                             | Antonietta Amalia di Brunswick-Wolfenbüttel | Luigi Rodolfo di Brunswick-Lüneburg       |  |  |       |  |  |                                             |  |  |                                            |  |
|                                                      |                             | Antonietta Amalia di Brunswick-Wolfenbüttel | Luigi Rodolfo di Brunswick-Lüneburg       |  |  |       |  |  |                                             |  |  |                                            |  |
|                                                      |                             | Antonietta Amalia di Brunswick-Wolfenbüttel | Cristina Luisa di Oettingen-Oettingen     |  |  |       |  |  |                                             |  |  |                                            |  |
| Carlo Guglielmo Ferdinando di Brunswick-Wolfenbüttel |                             | Antonietta Amalia di Brunswick-Wolfenbüttel |                                           |  |  |       |  |  |                                             |  |  |                                            |  |
|                                                      |                             | Federico Guglielmo I di Prussia             | Federico I di Prussia                     |  |  |       |  |  |                                             |  |  |                                            |  |
|                                                      |                             | Federico Guglielmo I di Prussia             | Federico I di Prussia                     |  |  |       |  |  |                                             |  |  |                                            |  |
|                                                      |                             | Federico Guglielmo I di Prussia             | Sofia Carlotta di Hannover                |  |  |       |  |  |                                             |  |  |                                            |  |
| Filippina Carlotta di Prussia                        |                             | Federico Guglielmo I di Prussia             |                                           |  |  |       |  |  |                                             |  |  |                                            |  |
|                                                      |                             | Sofia Dorotea di Hannover                   | Giorgio I di Gran Bretagna                |  |  |       |  |  |                                             |  |  |                                            |  |
|                                                      |                             | Sofia Dorotea di Hannover                   | Giorgio I di Gran Bretagna                |  |  |       |  |  |                                             |  |  |                                            |  |
|                                                      |                             | Sofia Dorotea di Hannover                   | Sofia Dorotea di Celle                    |  |  |       |  |  |                                             |  |  |                                            |  |
| Augusta di Brunswick-Wolfenbüttel                    |                             | Sofia Dorotea di Hannover                   |                                           |  |  |       |  |  |                                             |  |  |                                            |  |
|                                                      | Giorgio II di Gran Bretagna | Giorgio I di Gran Bretagna                  |                                           |  |  |       |  |  |                                             |  |  |                                            |  |
|                                                      | Giorgio II di Gran Bretagna | Giorgio I di Gran Bretagna                  |                                           |  |  |       |  |  |                                             |  |  |                                            |  |
|                                                      | Giorgio II di Gran Bretagna | Sofia Dorotea di Celle                      |                                           |  |  |       |  |  |                                             |  |  |                                            |  |
| Federico di Hannover                                 | Giorgio II di Gran Bretagna |                                             |                                           |  |  |       |  |  |                                             |  |  |                                            |  |
|                                                      |                             | Carolina di Brandeburgo-Ansbach             | Giovanni Federico di Brandeburgo-Ansbach  |  |  |       |  |  |                                             |  |  |                                            |  |
|                                                      |                             | Carolina di Brandeburgo-Ansbach             | Giovanni Federico di Brandeburgo-Ansbach  |  |  |       |  |  |                                             |  |  |                                            |  |
|                                                      |                             | Carolina di Brandeburgo-Ansbach             | Eleonora Erdmuthe di Sassonia-Eisenach    |  |  |       |  |  |                                             |  |  |                                            |  |
| Augusta di Hannover                                  |                             | Carolina di Brandeburgo-Ansbach             |                                           |  |  |       |  |  |                                             |  |  |                                            |  |
|                                                      |                             | Federico II di Sassonia-Gotha-Altenburg     | Federico I di Sassonia-Gotha-Altenburg    |  |  |       |  |  |                                             |  |  |                                            |  |
|                                                      |                             | Federico II di Sassonia-Gotha-Altenburg     | Federico I di Sassonia-Gotha-Altenburg    |  |  |       |  |  |                                             |  |  |                                            |  |
|                                                      |                             | Federico II di Sassonia-Gotha-Altenburg     | Maddalena Sibilla di Sassonia-Weissenfels |  |  |       |  |  |                                             |  |  |                                            |  |
| Augusta di Sassonia-Gotha-Altenburg                  |                             | Federico II di Sassonia-Gotha-Altenburg     |                                           |  |  |       |  |  |                                             |  |  |                                            |  |
|                                                      |                             | Maddalena Augusta di Anhalt-Zerbst          | Carlo Guglielmo di Anhalt-Zerbst          |  |  |       |  |  |                                             |  |  |                                            |  |
|                                                      |                             | Maddalena Augusta di Anhalt-Zerbst          | Carlo Guglielmo di Anhalt-Zerbst          |  |  |       |  |  |                                             |  |  |                                            |  |
|                                                      |                             | Maddalena Augusta di Anhalt-Zerbst          | Sofia di Sassonia-Weissenfels             |  |  |       |  |  |                                             |  |  |                                            |  |
|                                                      |                             | Maddalena Augusta di Anhalt-Zerbst          |                                           |  |  |       |  |  |                                             |  |  |                                            |  |